# Cees Douma
Cees Douma (Delft, 13 oktober 1933 – 11 maart 2023) was een Nederlands architect. Van 1960 tot 1995 was hij in dienst van de Nederlandse Spoorwegen en leverde hij met zijn stations een bijdrage aan het gezicht van NS.

## Leven en werk

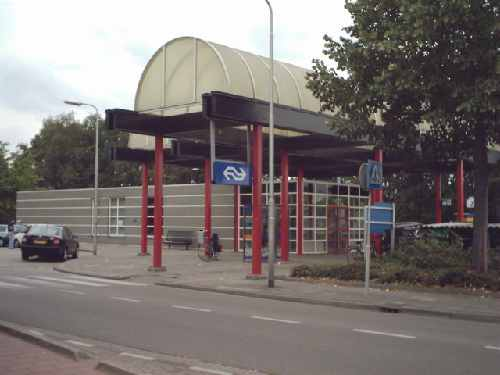
Station Leerdam (1987)

Van 1950 tot 1957 studeerde Douma bouwkunde aan de TU Delft, waarna hij in 1960 in dienst kwam bij de NS als architect op de afdeling gebouwen. Tot 1975 was Douma verantwoordelijk voor een groot aantal kleine en middelgrote stations, waaronder Wierden (1965), Emmen (1965), Etten-Leur (1965), Rijswijk (1965), Zwijndrecht (1965), Weesp (1967), Rotterdam Lombardijen (1968), Gorinchem (1971), Bergen op Zoom (1971), Steenwijk (1972), Akkrum (1973), Barendrecht (1973), Capelle Schollevaar (1981), Culemborg (1974), Zoetermeer (1977), Veenendaal Centrum (1981), Hoogeveen (1984) en vele (kleinere) NS-haltes.
Ook tekende hij voor sobere standaardontwerp-stations, waarvan er in de jaren 1960 en 1970 vele werden gebouwd. Het publiek had veel kritiek op deze sobere ontwerpen. De soberheid vloeide echter voort uit de bezuinigingsdrang van de Spoorwegen, die zware verliezen leden. In 1976 volgde hij Koen van der Gaast op als manager van de afdeling Gebouwen en Vormgeving. Van der Gaast bleef tot zijn pensionering hoofd van het architectenbureau, dat hij versterkte met jonge architecten, waarna vanaf 1980 een nieuwe tijd aanbrak die deel was van een renaissance van spoorwegarchitectuur in Europa. Nederland speelde daarin een belangrijke rol, mede door de aanleg van enkele nieuwe lijnen en uitbreidingen van het spoornetwerk, resulterend in een reeks nieuwe stations, die internationaal de aandacht trok. In 1989 werd een zelfstandig ingenieursbureau opgericht, los van NS, waarin de activiteiten van de afdeling Gebouwen werden opgenomen. Douma werd eervol benoemd tot NS-bouwmeester en hoofd Corporate Vormgeving, een nieuwe functie ten behoeve van de kwaliteit van alle visuele aspecten van het spoorbeeld (architectuur, huisstijl, grafische vormgeving, interieur en exterieur van treinen, kunstaankoop, monumentenbeleid). In 1997 ging Douma met pensioen.

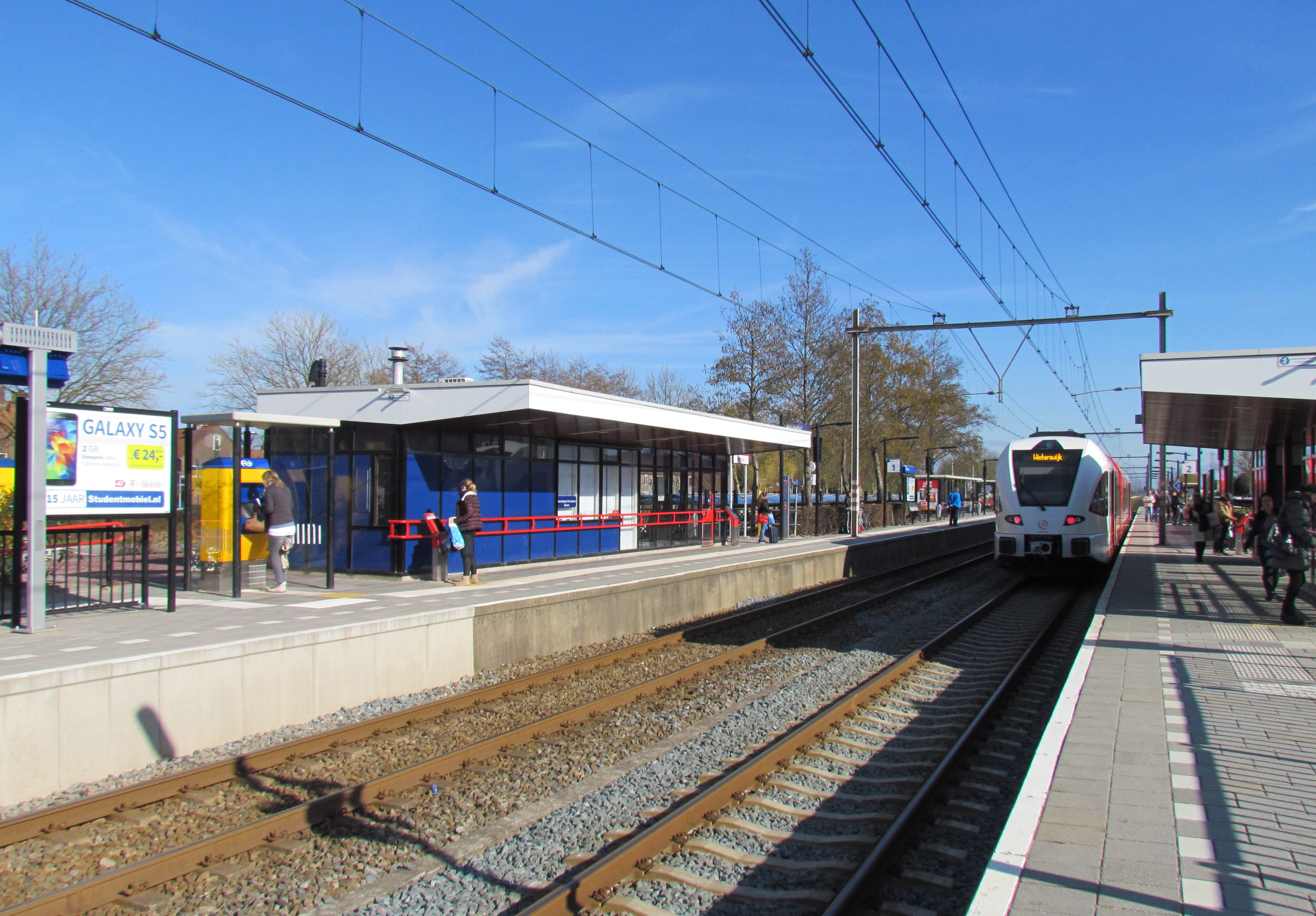
Station Duiven (1980)

Douma overleed op 11 maart 2023.